# Lioplax subcarinata
Lioplax subcarinata är en snäckart som först beskrevs av Thomas Say 1816.  Lioplax subcarinata ingår i släktet Lioplax och familjen sumpsnäckor. IUCN kategoriserar arten globalt som livskraftig. Inga underarter finns listade i Catalogue of Life.